# كارول غلاك
كارول غلاك (بالإنجليزية: Carol Gluck)‏ هي مؤرخة العصر الحديث ‏ وأستاذة جامعية أمريكية، ولدت في 12 نوفمبر 1941 في شيكاغو في الولايات المتحدة.